# Bhikku
Bhikku – nazwa w pełni wyświęconego mnicha buddyjskiego. W różnych krajach buddyjskich nazwa ta może być odmienna: bhikkhu (pali.), bhiksiu, bhiksu, bhikszu, śramana. Od tych nazw utworzono żeńskie odpowiedniki: bhikkhuni (pali.), bhiksiuni, bhiksuni, bhikszuni.
Aby zostać w pełni wyświęconym mnichem/mniszką najpierw trzeba być wyświęconym na nowicjusza/nowicjuszkę: samanera/samaneri (pali.).
Według szkoły mūlasarvāstivāda pierwszego niższego wyświęcenia udzielił Sariputta, posiadający rangę opata wyświęcił Sudinnę na nowicjusza (sześć lat po Oświeceniu Buddy).
W różnych krajach buddyjskich mnisi mogą nosić różne szaty, przestrzegać nieco odmiennych reguł i pobierać różne nauki.

## Bhikkhu i bhikkhuni w tradycjitherawady

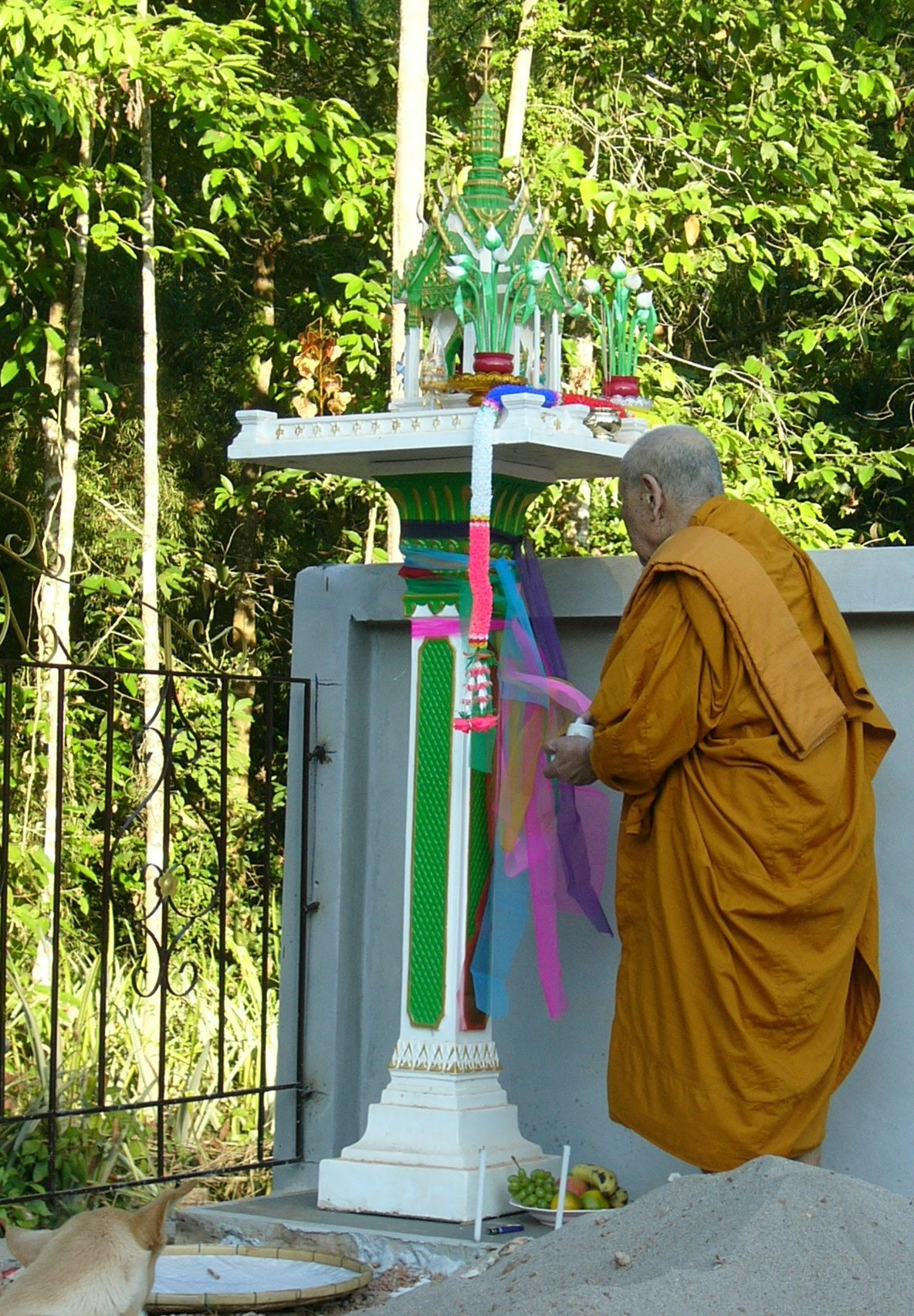
Mnich z Tajlandii – tradycja theravady

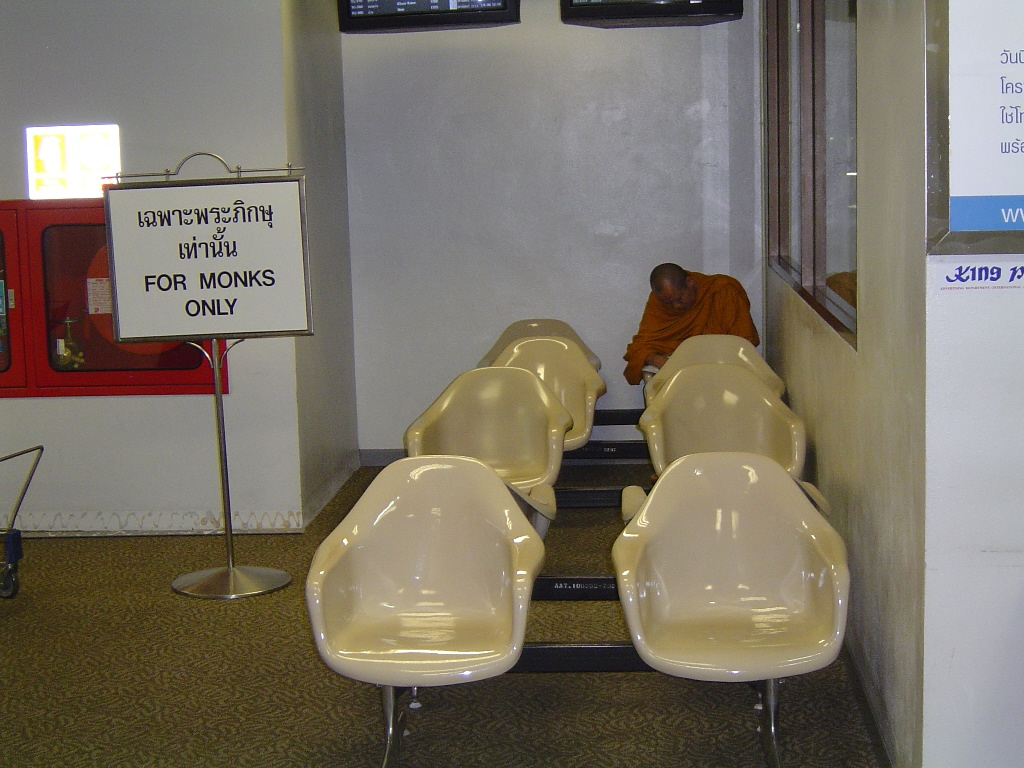
„Tylko Dla Mnichów” Tajlandia – tradycja theravady

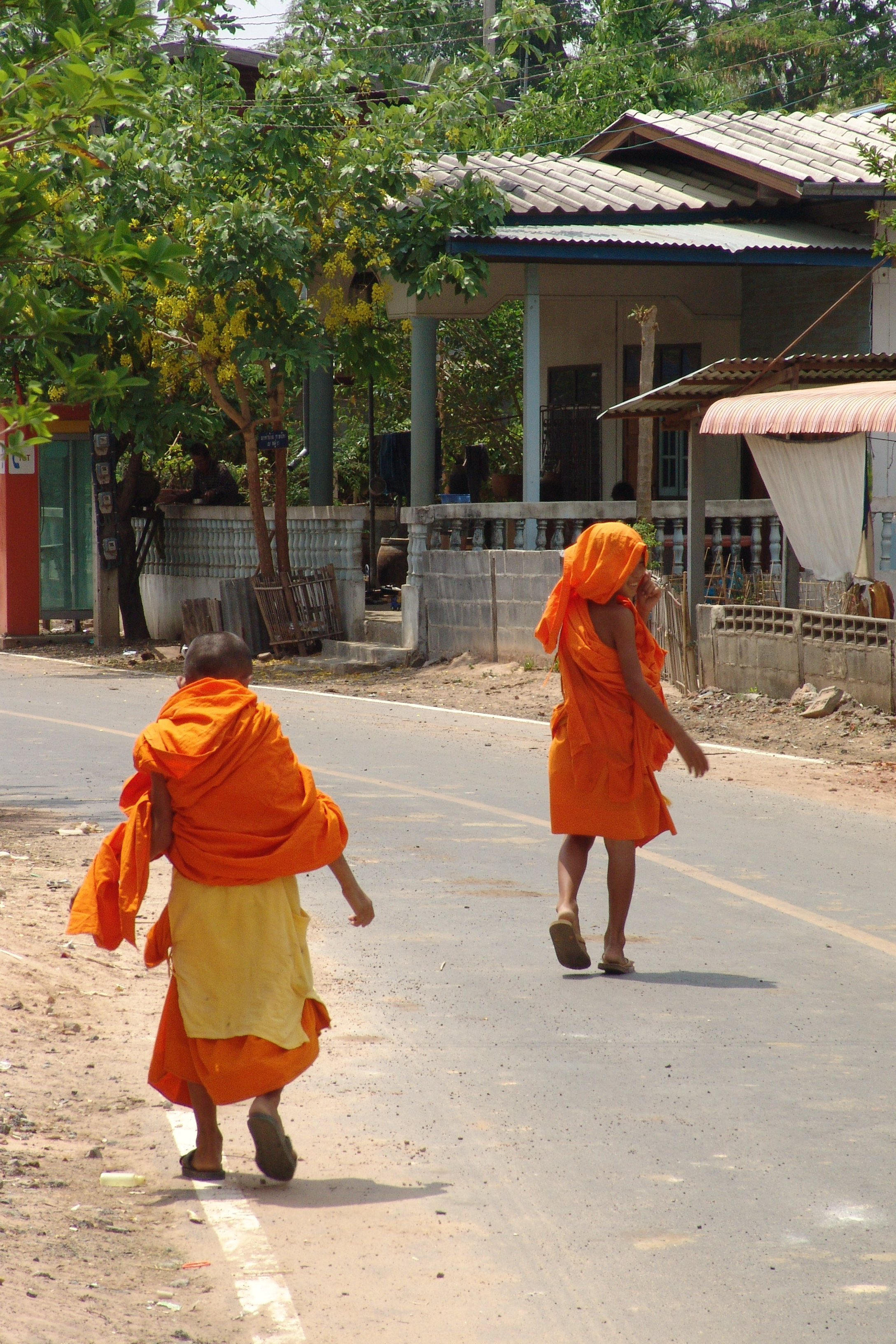
Mali mnisi (pali. samanera, taj. Nak) Tajlandia – tradycja theravady

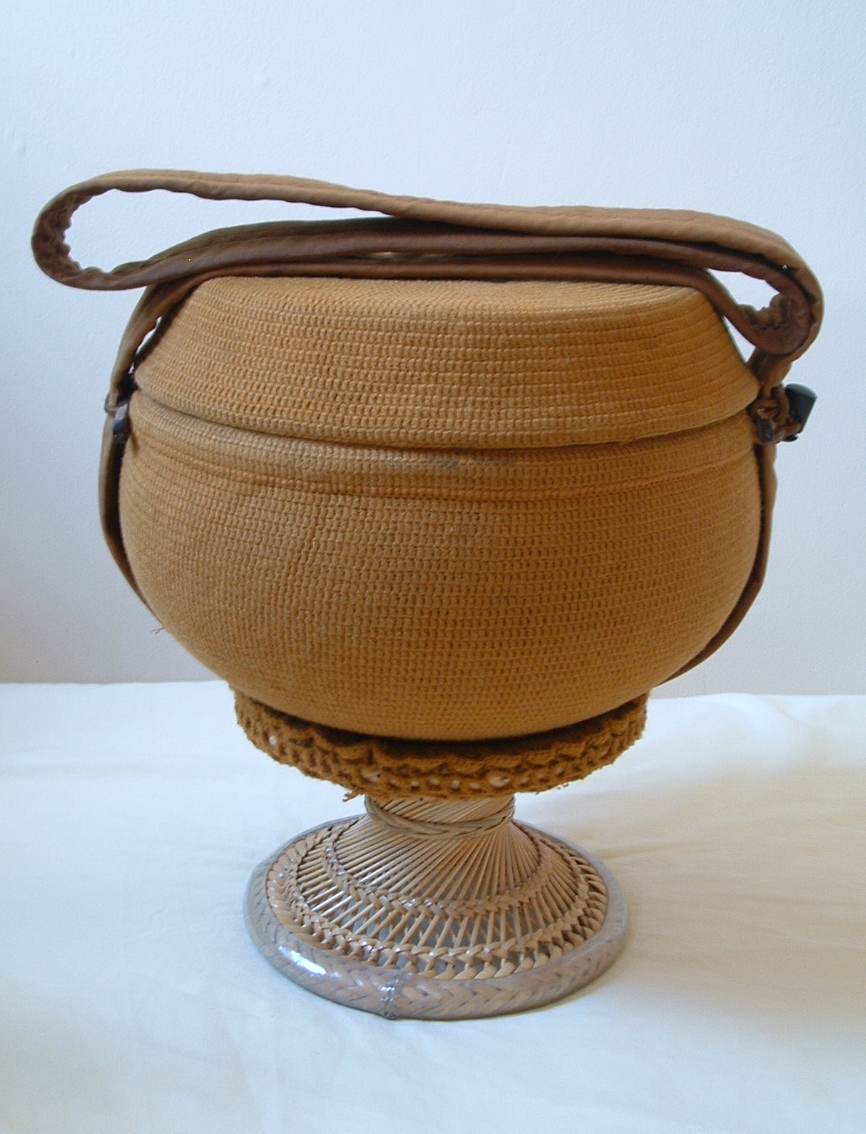
Miska jałmużna – tradycja theravady

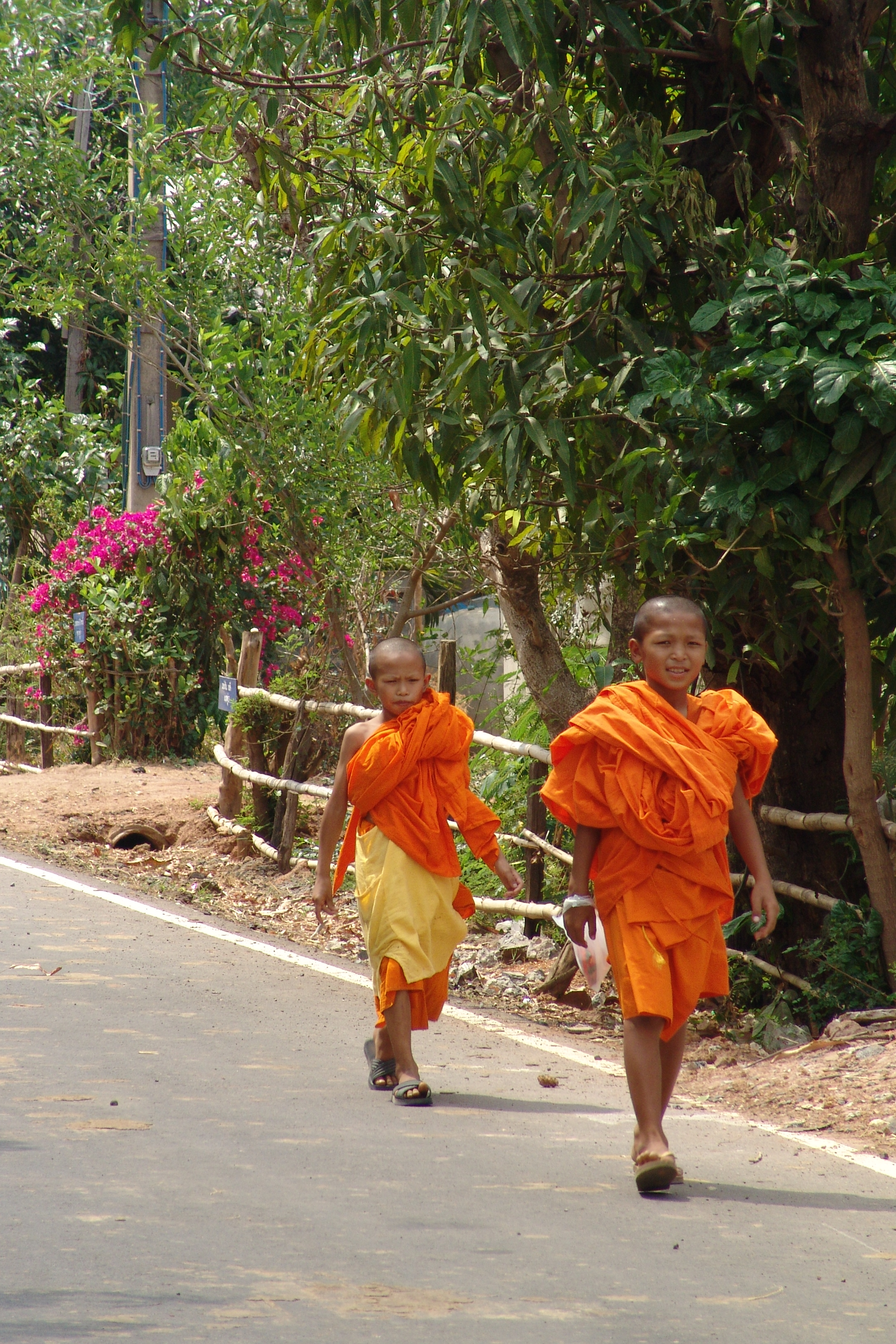
Mali mnisi z Tajlandii – tradycja theravady

Tradycja nakazuje aby każdy mężczyzna przynajmniej raz w życiu wstąpił do klasztoru i został wyświęcony na mnicha. Tradycji tej przestrzegają nawet głowy państw np. król Tajlandii Rama X.
Mnisi noszą tutaj szafranowe szaty (ciemniejsze barwy są dla nowicjuszy i preferowane przez szkoły dhammayuth, thu-dong i „tradycji leśnej”). Bhikkhu przestrzegają 227 zasad zgromadzonych w Bhikkhu Patimokkha zawartej w Vinaya Pitace. Nowicjusze i nowicjuszki przestrzegają Dziesięciu Przykazań (pali. Dasa Sila).
Mniszki noszą szaty szafranowe lub różowe (Birma), a nowicjuszki białe. Przestrzegają one 311 zasad zawartych w Bhikkhuni Patimokha (Vinaya Pitaka).
Wyposażeniem mnichów i mniszek jest szata (pali. amsa), miska żebracza na jałmużnę i parasol. Mnisi i mniszki utrzymują się z żebrów.
Wyświęcenie
Mnichem może zostać każdy mężczyzna (o ile wcześniej nie został wydalony z sangi). Ceremonia wyświęcenia odbywa się w klasztorze przed głównym ołtarzem.
Codzienne życie mnicha
Codziennie mnisi troszczą się o teren świątyni, przycinają trawę, czyszczą wnętrza budynków, modlą się, uczą i studiują nauki Buddy, biorą udział w ceremoniach i tym podobne rzeczy.
- 4.00 – mnisi wstają i medytują przez godzinę, a następnie przez następną godzinę śpiewają paritta.

- 6.00 – nieobuci mnisi wyruszają w okolice klasztoru, gdzie lokalna społeczność ofiarowuje im jałmużnę.

- 8.00 – powróciwszy do świątyni oddają miski z jałmużną ludziom świeckim pomagającym mnichom w klasztorze, którzy przygotują z zebranej jałmużny śniadanie. Mnisi w tym czasie modlą się w „bot” (budynek, który zawiera główny wizerunek Buddy). W sali kazań kobiety przygotowują talerze z jedzeniem dla mnichów. Kiedy pożywienie jest gotowe, jedna z kobiet uderza w gong kilka razy, wtedy nadchodzą mnisi. Nowicjusze przynoszą mnichom tacki z jedzeniem. Wszyscy zgromadzeni modlą się i wykonują „krap” – dłonie wraz z palcami złączone a ciało lekko przykucnięte, pochylone do podłogi) po trzykroć. Dopiero teraz posiłek może się rozpocząć. Mnisi muszą spożyć po małej porcji z każdego talerzyka, aby każdy z ludzi, którzy ofiarowali jałmużnę, otrzymali zasługę (taj. bun).

W bardzo dużych świątyniach pożywienie jest gotowane przez mnichów i osoby świeckie. Pożywienie może być dostarczane podczas ceremonii zbierania jałmużny (taj. takbat) lub też ludzie mogą przynieść pożywienie do świątyni rano, kiedy mnisi się modlą.
- 11:30 – mnisi przychodzą do sali głównej i spożywają pozostałości jedzenia z pierwszego posiłku. Zanim jednak zasiądą do jedzenia, wspólnie modlą się w języku pali przed wizerunkami Buddy zamieszczonymi w głównej sali. Niektórzy mnisi spożywają wtedy lekkie drugie śniadanie. Jest to ostatni stały posiłek jaki mogą zjeść aż do wschodu słońca dnia następnego.

W niektórych świątyniach jak np. w leśnych świątyniach w okolicach Isan, mnisi podążający „buddyjską leśną ścieżką” (taj. Phra Thudong) spożywają posiłek tylko raz dziennie. W świątyniach gdzie są nowicjusze lub gdzie mnisi podążają inną „ścieżką”, posiłek spożywany jest dwa razy dziennie.
Podczas tej modlitwy przed drugim jedzeniem ludzie świeccy klękają przed mnichami i składają im ukłon kilkakrotnie. Niektórzy z nich wylewają świętą wodę na podłogę (taj. rot nam). Czynności te wykonuje się ku pamięci osób zmarłych, aby i oni otrzymali swą część zasług. Także kobiety przygotowujące pożywienie dla mnichów otrzymują zasługi. Po modlitwie mnisi spożywają przygotowane jedzenie. Mnisi siedzą na scenie, która jest nieco wyżej niż miejsce w którym siedzą ludzie świeccy. Oznacza to, że mnisi maja wyższy status niż laicy. Kiedy mnisi kończą pożywianie się, nowicjusze zbierają talerze i podają kobietom. Kobiety spożywają pozostałe jedzenie lub zabierają je do domu.
- 13.00 – rozpoczynają się lekcje buddyjskich nauk. Niektórzy mnisi mogą uczęszczać na zajęcia szkolne poza świątynią. O tej porze nowicjusze i mnisi idą do szkoły lub na uniwersytet by studiować Dharmę do około 15.00/16.00. Szkolny autobus zabiera nowicjuszy do szkoły, a później przywozi ich z powrotem do świątyni wieczorem. Mnisi, którzy nie studiują medytują w tym samym czasie. Po medytacji około 15.00 przychodzi czas na pranie i sprzątanie świątyni.

- 18.00 – rozpoczyna się dwugodzinna sesja medytacji i modlitw.

- 20.00 – mnisi rozchodzą się do swych zajęć.

Oprócz tych obowiązków, każdy z mnichów odgrywa specyficzną rolę w codziennym trybie porządkowania i utrzymania w czystości świątyni i jej otoczenia.
Odnowienie linii wyświeceń mniszek
Wraz z rozprzestrzenianiem się buddyzmu therawady z Indii na Sri Lankę, następnie do Birmy, Tajlandii, Laosu i Kambodży, pojawiały się w tych krajach zakony zarówno mnichów, jak i mniszek. Jednak z upływem czasu w wyniku najczęściej wojen zaczęła zanikać tradycja wyświęcania mniszek. Z upływem wieków coraz mniej pojawia się wzmianek o mniszkach. W Indiach, po zniszczeniu ważnych centrów klasztornych przez muzułmanów, buddyzm uległ naporowi hinduizmu, na Sri Lance zakon mniszek uległ zniszczeniu podczas wojny z Choalianami w 1017 roku. Podobnie było w Birmie, która od najazdu Chińczyków w 1298 roku przez wiele wieków była rządzona przez wielu władców czasami przeciwnych buddyzmowi, aż do wojen w latach 1824, 1852, i 1885 kiedy to zaczęli rządzić Brytyjczycy. Tak zatem wygasła w mroku dziejów tradycja wyświęcania mniszek. Jednak kobiety domagały się aby odtworzyć tradycję mimo głośnego sprzeciwu konserwatywnych mnichów. Pierwsze próby podjęto na Sri Lance. Catherine de Alwis wyjechała do Birmy i otrzymała tam niższe święcenia jako samaneri (nowicjuszka). W 1903 roku powróciła na Sri Lankę i utworzyła zgromadzenie nowicjuszek Dasa Sila Mata (Matki Dziesięciu Przykazań). Nie były to jednak w pełni wyświęcone mniszki a społeczeństwo i konserwatywni mnisi nie byli im przychylni. Nowicjuszki cierpiały brak akceptacji oraz biedę.
Podejmowano także nieśmiałe próby w Birmie w latach 1950 (przez czcigodnego Mahasi Sayadaw) i 1970 (przez Sayagyi U Ba Khin) jednak dla kobiety dostępne były jedynie niższe święcenia. W Tajlandii stworzono Nun Institution of Thailand przy świątyni Wat Bovorn Nives, gdzie samaneri (nowicjuszki) mogły studiować i osiągnąć dziewiąty stopień Parien (najwyższy poziom edukacyjny mnicha), lecz wciąż nie mogły być mniszkami.
Ta sytuacja trwała do lat 90., gdy czcigodny Pandit Narawala Dhammaratana Thero studiując zakony mniszek w Chinach odkrył, że tamtejsza tradycja wyświęceń została zapoczątkowana przez bhikkhuni z Anuradhapury na Sri Lance w 429 roku ery zachodniej. Zgromadził on wokół siebie postępowych mnichów i 8 grudnia 1996 doprowadził do wyświęcenia 11 Dasa Sila Mata na bhikkhuni. Ceremonia odbyła się w świątyni Saranath w Indiach, prowadzona przez therawadińskich mnichów w obecności czcigodnego M. Vipulasary, przewodniczącego „Parama Dhamma Chetiya Pirivena” i prezesa „Mahabodhi Society” oraz przedstawicieli „World Sangha Council”, „Sakyadhita International Organisation of Buddhist Women” i koreańskich mniszek. Wyświęcone w Saranath mniszki powróciły na Sri Lankę by tam, 12 marca 1998 wyświęcić 23 Dasa Sila Mata na bhikkhuni. W lutym 2002 roku w Tajlandii odbyła się ceremonia wyświęcenia nowicjuszek na mniszki, poprowadzona przez mniszkę ze Sri Lanki w obecności tajskiego mnicha.
Dzięki staraniom kobiet, postępowych mnichów i ludzi świeckich tradycja wyświęcania bhikkhuni została odnowiona. Kobiety znowu mogą się cieszyć pełnią praw religijnych. Jest to dowód, że kobiety i mężczyźni są równi i krocząc tą samą ścieżką mogą osiągnąć to samo oświecenie.

## Reguły zakonne mahajany
Reguły zakonne pochodzą w mahajanie również z Winaja Pitaki, tj. z Prātimokṣa – zbioru zasad (dosł. „ku wyzwoleniu”; Prāti z sanskrytu znaczy „ku” a mokṣa „wyzwolenie”). Prātimokṣa przekazywana była w nieprzerwanym ustnym przekazie z następujących tradycji: Theravāda Winaja, Mahāsāṃghika Winaja, Mahīśāsaka Winaja, Dharmaguptaka Winaja, Sarvāstivāda Winaja, and the Mūlasarvāstivāda Winaja. Theravāda Winaja nieprzerwanie przekazywana jest do dziś i przestrzegana w krajach buddyzmu therawady głównie takich regionów jak Birma, Cejlon, Tajlandia i Indie. Mahajana natomiast utrzymuje następujące przekazy:
- Dharmaguptaka Winaja głównie w regionach Dalekiego Wschodu: Wietnam, Korea i Chiny.
- Mūlasarvāstivāda Winaja w regionach buddyzmu tybetańskiego: Nepal, Chiny, Indie, Rosja, Bhutan.

Obecnie Prātimokṣy przestrzega się również w pozostałych regionach świata w małych odosobnionych wspólnotach, np. w Europie, Ameryce Północnej i Australii, choć rzadziej zakłada się tam klasztory buddyjskie.
Reguły zakonne z mūlasarvāstivādy dotyczą mężczyzn i kobiet i dzielą się na:
- pełne śluby zakonne dla mężczyzn (sanskryt. bhiksu; tyb. gelong)
- pełne śluby zakonne dla kobiet (sanskryt. bhiksuni; tyb. gelongma)
- śluby zakonne dla kobiet (sanskryt. siksamana; tyb. gelopma)
- nowicjaty zakonne dla mężczyzn (sanskryt. sramanera; tyb. getsul)
- nowicjaty zakonne dla kobiet (sanskryt. sramanerika; tyb. getsulma)